# Collège Saint-Stanislas (Mons)
 (février 2022).
Si vous disposez d'ouvrages ou d'articles de référence ou si vous connaissez des sites web de qualité traitant du thème abordé ici, merci de compléter l'article en donnant les références utiles à sa vérifiabilité et en les liant à la section « Notes et références ».
Le collège Saint-Stanislas est un établissement catholique d'enseignement secondaire, situé à Mons, en Belgique depuis 1851.

## Historique
Le collège Saint-Stanislas tient son nom de saint Stanislas Kostka. Né d’une grande famille de Pologne en 1550, il s’adonna à des études classiques à Vienne. Il s’enfuit de chez lui pour aller à Rome où il fut admis au noviciat par Saint François de Borgia. C’est là qu’il est mort en 1568, parvenu à une haute sainteté. Il fut canonisé par Benoit XIII en 1726.

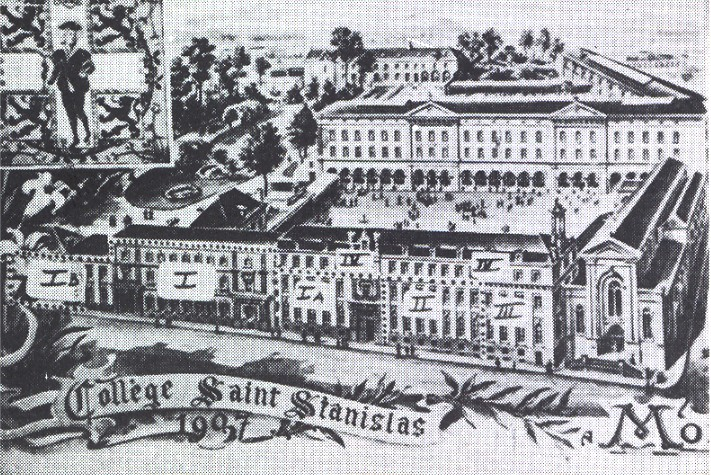
Gravure en vue cavalière des bâtiments existant en 1907. Au second plan le grand bâtiment à arcades construit vers 1855

Les premiers Jésuites arrivent à Mons en 1773.
Les pères Jean-Baptiste L’Hoir et Louis Blanquart arrivent à Mons, en 1840, rue des Ursulines (aujourd’hui rue Fétis).
En novembre 1845, les Jésuites, réinstallés à Mons depuis peu, achètent l’aile gauche de l’ancien hôtel du Val de Beaulieu en vue d'y ouvrir une école. Ils y édifient une chapelle et quelques nouveaux bâtiments provisoires sur la parcelle. Ils achèteront l’autre partie de l’hôtel plus tard.
Le Collège ouvre ses portes le 7 octobre 1851. Deux classes sont créées : une de 18 élèves en 6ème Latine et l’autre de 10 élèves en Préparatoire. L’école comprenait donc à ce moment-là 28 élèves.
Plusieurs bâtiments ont été construits entre 1851 et 1879 notamment celui de l’église et celui des arcades, situé au fond de la grande cour.
En 1870, le collège compte désormais 240 élèves, dont 109 pensionnaires.

### Incendie dramatique
Le grand incendie du 8 novembre 1893 ravage le bâtiment des arcades. Il ne restera que quatre murs remplis de décombres. Tous se mettent au travail et l’on sauve ce que l’on peut. Pour éviter une pause dans la scolarité des étudiants, l’école reprend la semaine suivante avec 318 élèves soit 26 de moins qu’avant l’incendie.

### Reconstruction et évolution

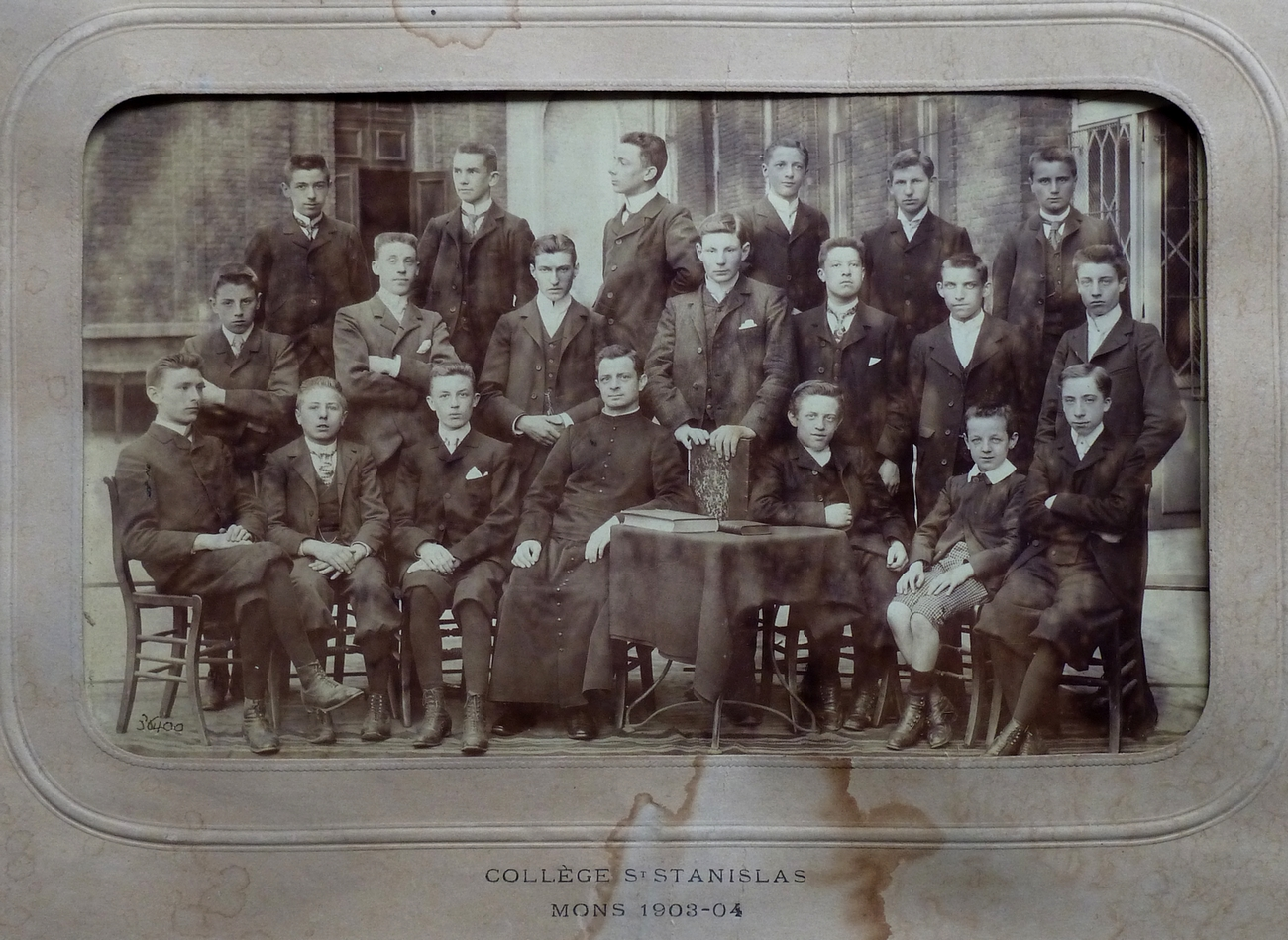
Une classe avec un prêtre-jésuite au Collège Saint-Stanislas. Photographie par Jules David, 1903/1904

Les travaux de reconstruction débutent le 4 avril 1894. On pensait pouvoir conserver la muraille de la façade principale mais plusieurs problèmes rendaient sa survie impossible. La façade est donc démolie jusqu’au cordon de pierres surmontant la galerie. Les arcades sont conservées et constituent aujourd’hui la partie la plus ancienne du collège.
L’association des Anciens est créée en 1897.
L’achat de l’hôtel Rouwez, en 1906, a permis de doubler la superficie de la cour des externes et d’agrandir le collège qui choisit un drapeau et compte à ce moment-là 400 élèves.
En 1911, le Collège subit une grande évolution, le nombre d’élèves passe désormais à 422 dont 210 en Latin-Grec, 125 en Modernes, 16 en Première Scientifique et 71 en Préparatoires.

### Le collège durant les Guerres[1],[2]

#### Première Guerre mondiale
Durant la Première Guerre mondiale, le collège est réquisitionné par les Allemands à plusieurs reprises. 20 élèves ou anciens du collège meurent dès le début de la guerre. À la fin de la guerre ce nombre varie beaucoup en fonction des sources (entre 36 et 56).
En août et septembre 1914, le collège est transformé par les Français en ambulance  (ensemble des établissements de caractère temporaire, établis auprès des troupes en campagne pour le relèvement, les soins et l'évacuation des blessés et des malades). En effet, une grande partie des locaux est occupée par la “Croix Verte” et le service de la “soupe populaire” (distribution de repas gratuits pour les plus démunis). Deux ans plus tard, l’établissement est réquisitionné par les Allemands qui garderont la fonction “hôpital” attribuée à l’établissement.
Le jeudi 30 janvier 1917, les Allemands utilisent le collège pour en faire un lazaret (établissement servant aux contrôles sanitaires, à l’isolement de certains voyageurs susceptibles d’être porteurs d’une maladie contagieuse, etc.) Ils proposent de donner les cours dans d’autres bâtiments tout en gardant les repas à Saint-Stanislas. Les pensionnaires dorment donc à l’Éribus.
Alors que l’Armistice approche, une bombe est envoyée dans la cour du collège servant d'hôpital. Cette bombe fait 12 morts (allemands).
La guerre se termine enfin et l’état des couloirs, des classes, de la cour et des bâtiments est déplorable. Une grande partie de l’établissement est détruite.
Un mois après la signature de l’armistice, un nouveau recteur intègre le collège pour être en place à Saint-Stanislas.
Entre la fin de la guerre, la reprise des cours et la remise en état des locaux en 1919, le collège devenu un hôpital durant la guerre, devient une caserne pour les Canadiens et les Néo-Zélandais.

#### Seconde Guerre mondiale
Le 27 septembre 1938, à la suite de l’alerte de Munich, 9 profs de Saint-Stanislas sont appelés. Le collège ferme ses portes du 28 septembre au 4 octobre.
Le vendredi 10 mai 1940, à 7h00, la guerre commence en Belgique. Les rhétoriciens (6ème année) sont en retraite à Fayt-lez-Manage avec leur professeur, le Père Antoine Borboux. L'annonce est faite après la messe, au réfectoire. Les élèves rentrent alors au collège.
À Mons, c’est le Père Préfet qui apporte la nouvelle, lors du petit déjeuner. Les internes doivent rentrer chez eux et les cours s’arrêtent pour tous les élèves jusqu’aux mois de juin-juillet 1940. Trois jours plus tard, le 13 août, l’interdiction des livres anti-allemands et dont l’auteur est juif est mise en place.
Une attaque aérienne a lieu le 11 mai. L’école ne subit aucun dommage. Seule la gare est visée. Ce soir-là, 70 membres du personnel de la Compagnie des Chemins de Fer du Nord Belge, femmes et enfants sont logés dans les salles d'études. Dans les jours qui suivent, des pères et des élèves des collèges des provinces de Liège, Luxembourg et Namur passent à Saint-Stanislas. La ville s'organise pour accueillir les réfugiés et beaucoup de ceux-ci transitent alors par le collège.
Les pères, aidés de scouts et d'élèves, organisent des logements et des repas. Les salles d'études et de récréation sont transformées en dortoirs.
L’ordre est donné aux hommes entre 16 et 35 ans inscrits dans les Réserves de Recrutement de l’Armée Belge de rejoindre Ypres par leurs propres moyens le 14 mai. C’est au collège que se retrouveront les élèves et les anciens concernés par cet ordre pour partir ensemble. Ce jour-là, vers 17h00, Mons est bombardé. L’attaque ne touche pas Saint-Stanislas qui ne subit donc pas de dégradation grave (vitres brisées et débuts d’incendies très vite maitrisés). Dès cette journée, la communauté loge à la cave. Les messes, sauf pour les plus téméraires, se font aussi aux sous-sols.
L’exode commence le 15 mai. Trois jours plus tard, à Saint-Stanislas, il ne reste que six prêtres et deux frères ainsi que quelques autres personnes.
Le lendemain, au matin, les troupes françaises ayant quitté la ville, les premiers militaires allemands prennent possession de Mons.
Les cours reprennent le 27 mai 1940 même si le collège est toujours privé d’électricité et d’eau. Douze élèves sont alors présents mais il manque énormément de professeurs. L’horaire est réduit : les cours sont donnés de 9h00 à 11h15. C’est le père Saliez qui gère le collège.
Le lendemain, 21 élèves assistent au cours. C’est ce soir là que les premiers Allemands dorment au collège.
Les Allemands occupent le collège du 29 mai au 11 juin 1940, du 14 juin au 4 août 1940 et du 29 novembre au 21 janvier 1941.  L’horaire change le 24 juin. Une messe a lieu à 8h10. Il y a cours de 8h45 à 12h00.
Le 6 juillet 1940, le collège accueille à nouveau les internes. Ils sont au nombre de six.
À la fin de l’année, deux cent deux élèves sont inscrits. Certain passent sans examens. La rentrée a lieu le 10 septembre 1940. Les cours sont maintenant d’une très haute qualité.
À la rentrée 1942, on refuse des élèves tant la demande est importante. L’horaire reste inchangé. Il ne redeviendra à son état initial qu’en 1943.
À partir de 1942 et jusqu’en 1943, le collège est transformé en “secours d’hiver”.
Un bombardement de la Triple-Entente secoue le collège à la date du 10 mai 1944.
Les Allemands battent en retraite le 29 octobre 1944 et délaissent le collège.
Le jour de la rentrée 1944 le collège accueille 539 élèves.
Du 31 janvier au 24 mai 1945, Saint-Stanislas et l’Athénée se partagent les bâtiments du collège.
L’Armistice est signé le 8 mai 1945.

### Divers
Le Père Chassot crée au Collège, en 1919, la première troupe scoute du Hainaut.
Une brochure de « propagande » distribuée en 1930 signale que les cours de gymnastique sont obligatoires, ceux d’anglais, d’allemand et de dessin facultatifs. On peut prendre des leçons particulières (payantes) de musique et d’escrime. Le pensionnat revient à 5.600 francs (soit 139€) l’année et le minerval d’un externe à 200 francs (soit 5€).

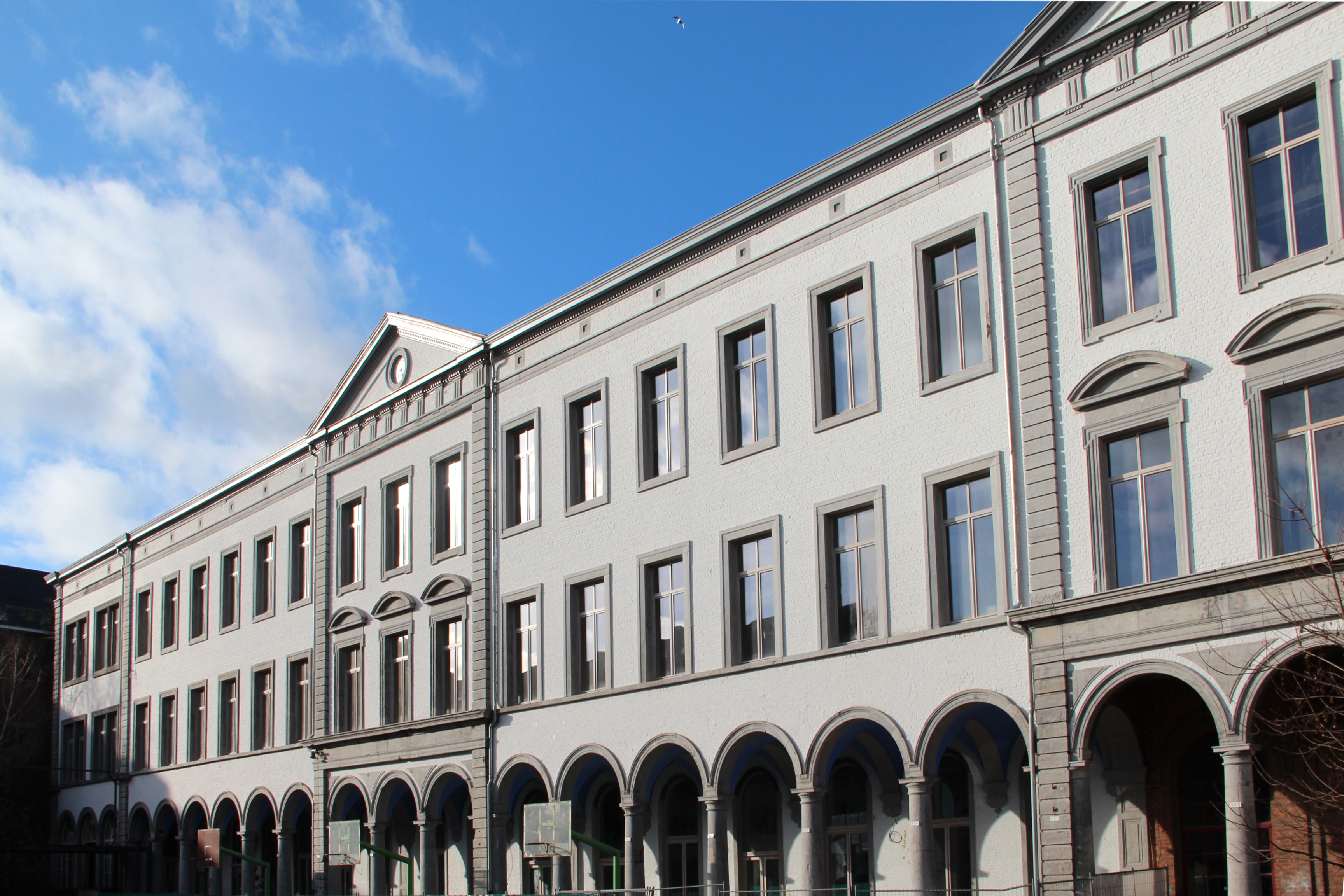
Le bâtiment des arcades actuel

En 1932, le bâtiment des arcades est prolongé en direction du jardin des pères. La salle des Missions (dite aussi salle d’Académie) est aménagée.
De 1947-1950, le bâtiment des classes et le pensionnat sont reconstruits et une nouvelle salle de gym voit le jour.
L’église est totalement rénovée entre 1966 et 1967.
En 1971 deux professeures féminines arrivent au collège. Dès lors plus rien ne s’arrête et l’école devient mixte en 1979.

L’ensemble des bâtiments de la rue des Dominicains et de l’église ont été démolis pour être reconstruits entre 1968 et 1979. Il est de même pour la construction de la petite résidence du « Trianon ». Le début des années 2000 apporte des idées de rénovation du Collège.
Le graphique qui aurait dû être présenté ici ne peut pas être affiché car il utilise l'ancienne extension Graph, désactivée pour des questions de sécurité. Des indications pour créer un nouveau graphique avec la nouvelle extension Chart sont disponibles ici.

Évolution du nombre d'élèves entre 1851 et 2018

## Travaux du collège
Le collège a subi de nombreuses rénovations. 
Les travaux de rénovation des bâtiments du Collège se sont déroulés en trois phases :
- la 1ère phase (terminée fin 2011) a été le réaménagement du bâtiment des Dominicains
- la 2ème phase (entamée début 2012 et terminée au printemps 2013) a été la rénovation du bâtiment des Arcades.
- la 3ème phase (entamée au printemps 2013 et qui s’est achevée début 2015) a été le reconditionnement des étages du bâtiment situés au-dessus de la salle Agora ainsi que la démolition du Trianon et la reconstruction d’un nouveau bâtiment intégrant l’Agora.

De nos jours, les élèves ont cours dans le bâtiment des Dominicains (surnommé “l’ancien bâtiment”) et dans le bâtiment des arcades (surnommé “nouveau bâtiment ”), qui a été entièrement rénové en 2015.
De même, le collège dispose aujourd'hui d’une nouvelle annexe sportive ainsi que de deux nouveaux réfectoires (le Mont du Parc et le Pierre Fabre).
En 2023, l'Ecoteam de l'école a commencé un réaménagement d'une zone où se trouvent des arbres.

## Anciens élèves
Certaines personnalités ont été les élèves du collège :
- Herman De Croo : homme d'État et ministre belge ;
- Georges Dallemagne (1958) : député et sénateur belge ;
- Benoît Friart ;
- Armand Hubert (1857-1940) : ministre de l'Industrie et du Travail ;
- Jacques Lefevre ;
- Albert Liénard ;
- Lodoïs Tavernier ;
- Eliot Vassamillet[4] ;
- Roger Coekelbergs ;
- Nicolas Martin ;
- Georges-Louis Bouchez (1986) : président du Mouvement Réformateur ;
- Antoine Buchet.
- Antoine Sprumont
- Jean-Marie Flamme